# ORP Grom (1990)
Pour les autres navires du même nom, voir ORP Grom.
L'ORP Grom est un navire d'attaque rapide de classe Orkan. Ses navires jumeaux sont les ORP Orkan et ORP Piorun.
Le navire est le résultat d’un projet de construction entrepris par la République démocratique allemande pour sa marine, nommé Projet 660 (« classe Sassnitz » en code OTAN). Après la réunification allemande, les coques inachevées ont été achetées par la marine polonaise au chantier naval Peene-Werft à Wolgast et achevées aux chantiers navals de Gdańsk.
Après son achèvement en 1995, le navire a été incorporé dans la 31e escadrille de navires lance-missiles, 3e Flottille.